# Гаджі-Сара
Гаджі-Сара (перс. حاجي سرا) — село в Ірані, у дегестані Морідан, у бахші Кумеле, шагрестані Лянґаруд остану Ґілян. За даними перепису 2006 року, його населення становило 902 особи, що проживали у складі 271 сім'ї.

## Клімат
Середня річна температура становить 14,79 °C, середня максимальна – 28,25 °C, а середня мінімальна – 0,80 °C. Середня річна кількість опадів – 1109 мм.
| Клімат поселення                              | Клімат поселення | Клімат поселення | Клімат поселення | Клімат поселення | Клімат поселення | Клімат поселення | Клімат поселення | Клімат поселення | Клімат поселення | Клімат поселення | Клімат поселення | Клімат поселення | Клімат поселення |
| Показник                                      | Січ.             | Лют.             | Бер.             | Квіт.            | Трав.            | Черв.            | Лип.             | Серп.            | Вер.             | Жовт.            | Лист.            | Груд.            |                  |
| Середній максимум, °C                         | 9,91             | 10,09            | 12,19            | 17,90            | 21,84            | 25,82            | 28,25            | 28,24            | 25,41            | 21,32            | 16,83            | 12,54            |                  |
| Середня температура, °C                       | 5,36             | 5,55             | 7,64             | 13,34            | 17,29            | 21,27            | 23,99            | 23,97            | 21,14            | 17,06            | 12,56            | 8,29             |                  |
| Середній мінімум, °C                          | 0,80             | 0,98             | 3,08             | 8,78             | 12,73            | 16,71            | 19,74            | 19,71            | 16,89            | 12,79            | 8,30             | 4,02             |                  |
| Норма опадів, мм                              | 100              | 85               | 85               | 46               | 47               | 34               | 33               | 57               | 129              | 206              | 160              | 127              |                  |
| Середньомісячна швидкість вітру, м/с          | 2.35             | 2.48             | 2.50             | 2.40             | 2.30             | 2.40             | 2.63             | 2.22             | 2.08             | 2.10             | 2.04             | 2.17             |                  |
| Середньомісячна сонячна радіація, кДж/м²·день | 7088             | 9139             | 11074            | 15402            | 19386            | 21277            | 21964            | 18494            | 15092            | 10796            | 8665             | 6754             |                  |
| --------------------------------------------- | ---------------- | ---------------- | ---------------- | ---------------- | ---------------- | ---------------- | ---------------- | ---------------- | ---------------- | ---------------- | ---------------- | ---------------- | ---------------- |
| Джерело:                                      |                  |                  |                  |                  |                  |                  |                  |                  |                  |                  |                  |                  |                  |